# 陳智遠
陳智遠（英語：Paul Chan Chi Yuen，1979年—），前任香港食物及衞生局政治助理。2013年，陳智遠跟三位朋友成立本地文化企業「活現香港」。

## 簡歷
陳智遠中學在九龍華仁書院畢業，先後取得香港大學法律學士及法學專業證書、香港中文大學政治與行政學系哲學碩士，並獲英國外交部志奮領獎學金到英國進修，取得倫敦政治經濟學院比較政治學碩士，亦曾到北京清華大學進行研究約半年。他現時為香港伍倫貢學院（UOW College Hong Kong）社會科學院實務教授（Professor of Practice）。

### 政治生涯
陳智遠是香港青年智庫Roundtable研究所及其網絡的創會成員之一，並獲該組織召集人沈旭暉看好，其後加入行會非官守成員張炳良有份創辦的香港城市大學亞洲管治中心工作。
陳智遠曾任職城市大學亞洲管治研究中心高級研究助理，並兼任香港中文大學政治與行政學系的兼職講師，教授比較政治課目。他也曾任香港電台的客席主持兼評論員，曾主持香港電台電視節目《五稜鏡》及《頭條新聞》，亦為多份報刊如明報、信報、經濟日報及號外雜誌撰寫評論文章。
2008年5月獲香港政府委任為候任食物及衞生局局長政治助理，他表示自信過去五、六年在智庫及公民社會的經驗，可為政府增值並為局長周一嶽給予政治意見，月薪三級跳至134,150元，當時是年紀最輕、工作經驗最淺、薪金升幅最高的問責官員。
在任期間，他曾處理骨灰龕、自願醫保、控煙、香港水域禁止拖網捕魚等政策，以及豬流感、三聚氰胺、福島核事故等公共䘙生及食物安全突發事件。

### 文化興趣及旅遊事業
本身熱愛旅遊，到目前為止已到過接近九十個國家，包括大部份亞洲、歐洲及南美國家，甚至到達聶斯特河沿岸等不存在的國度。過去曾以共同創辦人身份開設旅行社GLO TRAVEL，並擔任隨團學者到訪哈薩克及烏茲別克，為旅行團參加者提供關於歷史和國際關係方面的解釋。
陳智遠的著作包括《思索香港》、《咖啡‧沙龍‧文化‧香港‧人》（主編）、《六個中國城市的十五條街道》（主編）；離開政府後，出版了遊記，名為《遠行﹣細聽文化旅途》，以及經常舉行旅遊講座分享見聞。
陳智遠創辦了《活現香港》，在香港推動文化深度遊及可持續旅遊，提倡旅遊業以自己獨有的文化、歷史、社區生態與城市魅力為號召，多年後成為香港領先的文化企業，並在2017年奪得滙豐青年創業大獎金獎。積極參與推動保育運動，例如爭取北角皇都戲院的歷史建築評級史無前例地由三級升至一級，並最終扭轉這建築的命運，成功留住皇都戲院。陳智遠也參與了深水埗主教山配水庫的民間保育運動，共同完成「地水重光 — 主教山配水庫文物價值評估報告」，引證配水庫具有極高文物價值，值得列為法定古蹟。陳智遠亦有份發起彌敦道190號洋樓的保育行動，在2022年6月發表「彌敦道190號文物價值報告」，重新補充建築在日佔時期的歷史事蹟，最終成功令彌敦道190號洋樓的歷史評級提升至二級。
有份參與投資電影《緣路山旮旯》，為其聯合監製，並為電影特別設計電影場景遊行程，更在荔枝窩舉辦社區電影放映活動，成為在香港如何結合流行文化與文化旅遊推廣的範例。
經常就香港旅遊發展、古蹟保育政策、城市設計及文化創意等議題發表評論及接受傳媒訪問， 也與亞洲古蹟保育及可持續旅遊的專家與領導保持交流。他特別認為，「歷史建築是一個城市中最重要的旅遊文化資源，如果你沒有一個方法去改變舊建築的命運，很難期望香港會是一流的旅遊城市。」 擔任創不同本地旅遊實驗室的顧問，推動香港可持續旅遊及地方創生。陳智遠更同時擔任香港民間古蹟保育基金主席，不遺餘力推廣古蹟保育，亦是記錄片《尚未完場》（To Be Continued）出品人之一。

## 外部連結
- 評台：陳智遠
- 明報:大律師王永愷認識的陳智遠為人文靜穩重和沉實。 （页面存档备份，存于）
- 中大政治及行政學系高級導師蔡子強形容陳智遠謙卑及勤力，備課充足，願意解答學員問題，相信陳智遠人際網絡強。
- 陳智遠：我的筆如何令社會向前進？ （页面存档备份，存于）
- 活現香港 （页面存档备份，存于）
- 遊子陳智遠讀書走萬里 （页面存档备份，存于）
- 歷史性的保育之戰 活現香港陳智遠：如何扭轉舊建築的命運 （页面存档备份，存于）

| 政府职务 | 政府职务                                              | 政府职务      |
| -------- | ----------------------------------------------------- | ------------- |
| 首任     | 香港食物及衛生局政治助理 2008年10月13日—2012年6月30日 | 繼任： 陳凱欣 |